# Yuan Jiang
Yuan Jiang (chiń. 沅江; pinyin Yuán Jiāng) – rzeka w Chinach, głównie w prowincji Hunan. Powstaje z połączenia potoków na Wyżynie Junnan-Kuejczou, uchodzi do jeziora Dongting Hu połączonego z Jangcy. Długość rzeki wynosi 1033 km, powierzchnia dorzecza ok. 90 000 km². Żegluga na niej jest ograniczona z powodu wielu progów w korycie rzeki.